# Titus Quinctius Capitolinus Barbatus
Pour les articles homonymes, voir Quinctius Capitolinus.
Titus Quinctius Capitolinus Barbatus (v. 510 / v. 420 av. J.-C.) est un homme politique de la République romaine qui atteint six fois le consulat : en 471, 468, 465, 446, 443 et 439 av. J.-C.

## Famille
Il est membre de la gens Quinctia. Il serait fils d'un Lucius Quinctius et petit-fils d'un Lucius Quinctius, son nom complet serait alors Titus Quinctius L.f. L.n. Capitolinus Barbatus. Il est peut-être le frère de Lucius Quinctius Cincinnatus, dit Cincinnatus, consul suffect en 460 et dictateur en 458 et 439 av. J.-C. Son fils, qui porte le même nom, Titus Quinctius Capitolinus Barbatus, est élu consul en 421 av. J.-C. et peut-être tribun militaire à pouvoir consulaire en 405 av. J.-C.

## Biographie

### Premier consulat (471)

#### Luttes internes autour de laRogatio Publilia
Il est élu consul avec Appius Claudius Sabinus pour collègue. Ce dernier est choisi par le Sénat, en raison de son caractère violent et intransigeant et en souvenir de l’hostilité que son père a manifestée envers la plèbe, afin de mener la lutte contre le projet de loi proposé par le tribun de la plèbe Volero Publilius. Ce projet (Rogatio Publilia) prévoit d'instaurer l’élection des tribuns de la plèbe par l’assemblée des plébéiens, tribu par tribu, en excluant du vote les patriciens et leurs clients. Si la loi est ratifiée, les tribuns pourraient gagner en indépendance vis-à-vis des patriciens et ainsi les empêcher d’influer sur leur désignation et leurs actions,.
Après les troubles de l'année 473 av J.-C. provoqués par le blocage d'une loi agraire depuis 486 av. J.-C. et la mort d'un tribun qui a tenté d'assigner les anciens consuls en justice, l’émeute gronde à nouveau parmi le peuple. Le consul Barbatus se pose en pacificateur, contrairement à Sabinus qui s'oppose de plus en plus violemment aux tribuns, et parvient de justesse à calmer la foule en adoptant un discours plus conciliant. Il oblige Sabinus à se replier dans la Curie. Là, les sénateurs pressent Sabinus d’abandonner son attitude intransigeante qui risque d’engendrer de graves troubles civils. Isolé et privé d’appui politique, Sabinus ne peut rien faire d'autre que de laisser s’effectuer le vote. La loi à laquelle il s’oppose, la Lex Publilia Voleronis, est finalement proclamée.

#### Guerre contre les Volsques et les Èques
Attentifs à l’agitation politique qui affaiblit les Romains, les Volsques et les Èques mènent des raids sur le territoire de Rome. Barbatus reçoit le commandement contre les Èques tandis que Sabinus prend la tête de l'armée envoyée contre les Volsques.
Alors que Sabinus éprouve des difficultés à maintenir l'ordre dans les rangs de son armée et recourt à la décimation pour restaurer la discipline,, la campagne contre les Èques se déroule sans dissensions entre le général et son armée. Les Èques, qui ont espéré que des mutineries éclatent, doivent abandonner leur territoire qui est ravagé par les Romains. Le consul Barbatus laisse tous les bénéfices des pillages à ses hommes et rentre à Rome auréolé de gloire, étant victorieux des ennemis et ayant réussi à réconcilier la plèbe et l'ordre sénatorial.

### Deuxième consulat (468)
La plèbe et le patriciat luttent encore à propos d'une loi agraire et le peuple refuse de prendre part aux élections consulaires. Les patriciens et leurs clients élisent Barbatus pour la seconde fois, avec Quintus Servilius Priscus pour collègue. Une nouvelle fois, une guerre extérieure éclate et mobilise le peuple, mettant provisoirement fin aux dissensions internes. Les Sabins marchent sur Rome tandis que les Volsques s'agitent. Le consul Quintus Servilius Priscus repousse les Sabins et les poursuit, alors que Barbatus mène ses hommes contre les Volsques,.
Barbatus suit une stratégie habile qui lui permet d'éviter dans un premier temps un désastre du fait de l'infériorité numérique de son armée. Une nouvelle bataille a lieu plusieurs jours après durant laquelle les Romains repoussent la première ligne ennemie avant de faire face au gros de l'armée adverse qui a pris position sur une colline. Le consul hésite, mais ses hommes se montrent impatients et il donne finalement l'ordre d'attaquer. Les Volsques, soutenus par des cohortes èques, en supériorité numérique et placé en haut d'une colline, repoussent sans peine les premiers rangs romains qui prennent la fuite. Barbatus réagit alors en redonnant courage à ses hommes qui atteignent le sommet de la colline poussant l'ennemi dans son camp dont les Romains s'emparent dans le mouvement.
Barbatus profite de la victoire et pousse son avantage en faisant marcher son armée sur Antium, capitale des Volsques. La ville se rend après un court siège, incapable de soutenir l'effort de guerre après sa récente défaite. Barbatus retourne à Rome et célèbre un triomphe.

### Établissement d'une colonie à Antium (467)
En 467 av. J.-C., les deux consuls élus, Tiberius Aemilius Mamercinus et Quintus Fabius Vibulanus, doivent faire face à de nouvelles tensions à propos de la question agraire. Les tribuns de la plèbe dénoncent les riches patriciens qui ont accaparé les terres publiques (ager publicus) et réclament une meilleure répartition.
Le consul Mamercinus, afin d'éviter une nouvelle crise interne, propose de doter Antium, ville récemment prise aux Volsques et située en bord de mer, d'une colonie romaine. Ainsi, le peuple peut recevoir des terres. Barbatus, Aulus Verginius Tricostus Caeliomontanus et Publius Furius Medullinus Fusus, deux autres consulaires, sont nommés Triumviri agro dando avec pour mission de partager les terres antiates et de les attribuer aux colons volontaires. Selon Tite-Live, il y a très peu de volontaires et on doit adjoindre des Volsques aux volontaires romains pour compléter la colonie d'Antium,.

### Troisième consulat (465)
Une nouvelle guerre éclate contre les Èques durant le premier consulat de Quintus Fabius Vibulanus et se poursuit jusqu'à son deuxième consulat, trois ans plus tard, alors que Barbatus est élu consul pour la troisième fois. Vibulanus envoie en vain une ambassade pour négocier une paix. Les consuls affrontent alors les Èques et les défont près du mont Algide. Ces derniers, vaincus, changent de tactique et lancent bientôt des raids en territoire romain pour piller et ravager, provoquant chez les Romains la crainte que le conflit ne s'enlise. À Rome, Barbatus rassure le peuple et prend les armes pour faire face aux pilleurs. Ces derniers sont alors massacrés par son collègue de retour de campagne et tout le fruit des pillages est récupéré.
La même année, Barbatus organise un census,.

### Proconsulat (464)
L'année suivante, en 464 av. J.-C., les consuls Aulus Postumius Albus Regillensis et Spurius Furius Medullinus Fusus mènent deux campagnes séparées contre les Èques et leurs alliés qui se préparent une nouvelle fois à la guerre. Fusus est vaincu en territoire hernique et se retranche dans son camp, assiégé. À Rome, le Sénat confère à Barbatus les pouvoirs proconsulaires avec pour mission de porter secours au consul assiégé, à la tête d'une armée d'alliés latins et herniques et de colons d'Antium, tandis que l'autre consul reste à Rome. Il s'agirait donc du premier exemple de promagistrature.
Dans le camp assiégé, les Romains sont acculés, le consul blessé. Barbatus arrive avec son armée d'alliés et attaque les Èques sur leurs arrières. L'armée consulaire, dans un dernier effort, opère une sortie dans le même temps. Les Romains encerclent et défont leurs ennemis.

### Le procès de Cæso Quinctius (461)
En 462 av. J.-C., alors que les consuls mènent les armées à la guerre contre les Volsques et les Èques, le tribun de la plèbe Caius Terentilius Harsa en profite pour dénoncer la toute-puissance du consulat. Les pouvoirs des consuls seraient selon lui semblables à ceux de deux rois. Avec la rogatio Terentilia, il propose de mettre en place une commission de cinq personnes ayant pour but de mettre par écrit les droits des consuls et ainsi limiter l'arbitraire de leurs pouvoirs,.
Dans leur lutte contre ce projet, les patriciens se rangent derrière un jeune homme brillant en tout point mais intrépide selon Tite-Live, Cæso Quinctius, dit Céson, fils de Lucius Quinctius Cincinnatus, futur consul et dictateur. Il s'oppose à un des tribuns de 461 av. J.-C., Aulus Verginius (ca), qui le met en accusation. De nombreux anciens consuls, dont notamment Barbatus, membre de la même famille, font l'éloge du jeune homme et rappellent ses nombreux exploits malgré son jeune âge. Mais lors du procès, le tribun de la plèbe Marcus Volscius Fictor apporte un témoignage décisif sur des faits remontant à plusieurs années et l'accusé est condamné à l'exil, malgré l'effort des patriciens.

### Questure (458)
L'année précédente, les questeurs ont accusé Fictor de faux témoignage, remettant en cause la condamnation de Cæso Quinctius. En réaction, les tribuns de la plèbe se sont opposés à la réunion des comices tributes tant qu'eux-mêmes ne pourront pas les réunir pour faire voter la lex Terentilia.
Titus Quinctius Capitolinus Barbatus est nommé questeur aux côtés de Marcus Valerius Maximus Lactuca. Ils reprennent l'accusation contre Fictor, la renforçant avec de nouveaux éléments, mais les tribuns de la plèbe empêchent toujours que le procès ait lieu. Lucius Quinctius Cincinnatus est nommé dictateur peu après. Il défait tous les ennemis extérieurs de Rome, rentre en triomphe, condamne Marcus Volscius Fictor et abdique, après seulement 16 jours.

### Quatrième consulat (446)
Entre 458 et 446 av. J.-C., Tite-Live ne mentionne qu'une seule fois Titus Quinctius Capitolinus Barbatus pour signaler que, tout comme Lucius Quinctius Cincinnatus qui est peut-être son frère, il est écarté lors du choix des membres du décemvirat.
En 446 av. J.-C., il est élu consul pour la quatrième fois aux côtés d'Agrippa Furius Fusus,. Seul Publius Valerius Publicola a été élu quatre fois consul avant lui.
Après la chute des décemvirs despotiques, des séditions internes éclatent à nouveau et cette année n'est pas épargnée. Les Èques et les Volsques, profitant de l'instabilité de la situation politique romaine, repartent en guerre et ravagent le Latium sans rencontrer de résistance, aucune mobilisation ne pouvant avoir lieu. Barbatus s'adresse alors au peuple et critique la discorde entre patriciens et plébéiens, le fait que le peuple refuse de prendre les armes lorsque l'ennemi est aux portes, préférant plutôt, mené par les tribuns de la plèbe, attaquer sans cesse les magistrats patriciens. Ce discours a beaucoup d'effet sur le peuple, d'autant plus que les ruraux rentrent à Rome blessés et dépouillés de leurs terres, provoquant l'indignation.
Les deux consuls réussissent alors à réunir une armée, le peuple s'étant massivement mobilisé pour la première fois depuis quelques années. Agrippa Furius Fusus remet le commandement suprême à Barbatus et garde le commandement d'une partie de l'armée. Spurius Postumius Albus et un Publius Sulpicius Camerinus Cornutus, peut-être l'ancien consul Servius Sulpicius avec lequel Tite-Live fait confusion, servent comme légats sous les ordres des consuls. L'armée romaine parvient à repousser les envahisseurs èques et volsques, à prendre le camp ennemi et à réunir un énorme butin, dont une partie est le fruit du pillage du Latium.
Durant la même année, les consuls sont interpellés par les habitants de deux villes latines, Ardea et Aricia, pour arbitrer un différend territorial. Le peuple romain demande aux consuls de s'emparer de ces territoires disputés,.

### Interroi (444)
En 445 av. J.-C., le passage de la Lex Canuleia lève l'interdiction de mariage entre plébéien et patricien. Le tribun de la plèbe Caius Canuleius, fort de cette victoire, en profite pour proposer de nouveau une loi accordant aux plébéiens l'accès au consulat et empêche toute mobilisation des armées tant que la loi n'est pas votée. Au Sénat, les débats s'enchainent et certains proposent d'armer les consuls contre les tribuns de la plèbe. Les deux illustres membres de la gens Quinctia, Titus Quinctius Capitolinus Barbatus et Lucius Quinctius Cincinnatus s'opposent à tout acte de violence et on opte finalement pour une proposition intermédiaire : la création des tribuns militaires à pouvoir consulaire, qui peuvent être patriciens ou plébéiens et qui remplacent les consuls qui sont toujours choisis parmi les patriciens, certaines années selon les circonstances, ce qui satisfait les tribuns de la plèbe.
Les premiers tribuns militaires à pouvoir consulaire, au nombre de trois, sont tous patriciens, mais doivent abdiquer car les augures n'ont pas validé les élections. Barbatus est alors nommé interroi et organise des élections consulaires,.

### Cinquième consulat (443)
Barbatus est élu pour la cinquième fois consul avec Marcus Geganius Macerinus pour collègue,. C'est le premier à avoir atteint la magistrature suprême tant de fois et seuls sept autres hommes politiques romains seront cinq fois consul durant leur carrière.
Alors que son collègue porte secours à la ville alliée d'Ardea, en proie à une guerre civile et assiégée par les Volsques,, Barbatus maintient la concorde à Rome. Le Sénat et le peuple romain ont un tel respect pour le consul que c'est une des premières années sans troubles intérieurs.

### Sixième consulat (439)
Il atteint le consulat une sixième et dernière fois avec Agrippa Menenius Lanatus pour collègue. Seul Caius Marius égale ce record de six consulats et le dépasse même en le portant à sept consulats.
En 439 av. J.-C., une importante disette sévit à Rome et un riche plébéien, Spurius Maelius, achète du blé avec sa fortune personnelle pour nourrir la population. Sa popularité devient telle qu'il aurait aspiré à la royauté. Les consuls, devant cette menace, nomment un dictateur, qui n'a pas à répondre de ses actes et peut donc faire face comme il le souhaite à la situation, contrairement aux deux consuls qui sont tenus par les lois. C'est Lucius Quinctius Cincinnatus, qui a plus de quatre-vingt ans, qui est nommé. Il choisit Caius Servilius Ahala pour maître de cavalerie. Selon la tradition, ce dernier assassine Spurius Maelius alors qu'il résiste à son arrestation,, avec l'accord tacite du dictateur. Selon Denys d'Halicarnasse, Ahala n'est qu'un simple citoyen lorsqu'il élimine Spurius Maelius,.

### Lieutenant dans la guerre contre Fidènes (437)
En 438 av. J.-C., Fidènes, une colonie romaine, abandonne la République romaine et se range du côté de Véies et de son roi Lars Tolumnius. Après une première victoire coûteuse en hommes sur les Étrusques qui se sont avancés jusque sur les rives de l'Anio, un dictateur est nommé, Mamercus Aemilius Mamercinus, pour prendre en main les opérations militaires. Il choisit comme maître de cavalerie Lucius Quinctius Cincinnatus, son collègue de l'année passée et fils de l'ancien dictateur Lucius Quinctius Cincinnatus. Titus Quinctius Capitolinus Barbatus et Marcus Fabius Vibulanus servent sous ses ordres en tant que légats. Pendant ce temps, les Étrusques sont rejoints par les Falisques.
La bataille décisive est engagée près de Fidènes. Barbatus commande une partie de l'armée et fait face aux Véiens. L'infanterie étrusque cède vite du terrain mais leur cavalerie résiste à l'avancée romaine, jusqu'à ce que le roi de Véies soit tué par le tribun militaire Aulus Cornelius Cossus. Cette bataille est le dernier fait d'armes rapporté par les textes antiques du consul Titus Quinctius Capitolinus Barbatus.

### Fin de carrière
Selon Tite-Live, en 423 av. J.-C., Barbatus est encore en vie à près de quatre-vingt-dix ans. Marcus Postumius Albinus Regillensis et Titus Quinctius Poenus Capitolinus sont mis en accusation pour une défaite contre Véies alors qu'ils sont tribuns consulaires en 426 av. J.-C. Le premier est condamné et le deuxième aurait été acquitté grâce au respect éprouvé pour Lucius Quinctius Cincinnatus, son père décédé, et pour Titus Quinctius Capitolinus Barbatus, membre de la famille, « qui, déjà avancé en âge, conjurait avec prières que, pour le peu de jours qui lui restaient à vivre, on ne lui donnât pas une aussi triste nouvelle à porter à Cincinnatus ».

### Auteurs antiques
- Tite-Live, Histoire romaine, Livre II, 41/56-65, Livre III, 1-13/24-29/35/66-70 et Livre IV, 6-19/41 sur le site de l'Université de Louvain

### Auteurs modernes
- (en) T. Robert S. Broughton, The Magistrates of the Roman Republic : Volume I, 509 B.C. - 100 B.C., New York, The American Philological Association, coll. « Philological Monographs, number XV, volume I », 1951, 578 p.
- (fr) Janine Cels-Saint-Hilaire, La République des tribus : Du droit de vote et de ses enjeux aux débuts de la République romaine (495-300 av. J.-C.), Toulouse, Presses universitaires du Mirail, coll. « Tempus », 1995, 381 p. (ISBN 2-85816-262-X, lire en ligne)
- (en) Tymon C. A. De Haas, Fields, Farms and Colonists : Intensive Field Survey and Early Roman Colonization in the Pontine Region, Central Italy, Barkhuis, 2011